# Штанко Володимир Олексійович
Володимир Олексійович Штанко (4 квітня 1981, Київ)  — український художник, ілюстратор дитячих книжок.

## Біографія
Народився 04.04.1981 в місті Києві. Батько та мати Олексій і Катерина Штанко — відомі в Україні та за кордоном художники-графіки. Володимир навчався у дитячій художній школі, а з 1997 року — у Державній художній середній школі імені Т. Г. Шевченка (живописне відділення, керівник — Н. Л. Вітковська). Батьки сподівалися, що син обере стабільну професію, але тут спрацювала спадковість — у 2000 році Володимир Штанко вступив до Національної Академії образотворчого мистецтва й архітектури, де вивчав книжкову графіку під керівництвом професора Г. І. Галинської. Закічив академію у 2006 році, асистентуру-стажування — у 2009.
Наразі займається книжковою ілюстрацією, співпрацює з «Видавництвом Старого Лева», «Грані-Т», дитячим журналом «Малятко». Найчастіше використовує техніки акварелі, ecoline (рідка акварель), олівець, гуаш, акрилові фарби.

## Ілюстратор книг та збірок
- Марини та Сергія Д'яченків «Габріель і Сталевий лісоруб» (Теза, 2005);
- Яна Уолфа Екгольма «Людвигові Хитрому — Ура! Ура! Ура!» (Видавництво Старого Лева, 2009);
- Миколи Гоголя «Вечори на хуторі біля Диканьки» (Грані-Т, 2010);
- Михайла Григоріва «Зелена квітка тиші» (Грані-Т, 2010);
- Мар'яни Савки «Казка про Старого Лева» (Видавництво Старого Лева, 2011);
- Лесі Вороніної «Таємне товариство боягузів та брехунів» (Грані-Т, 2012);
- Редьярда Кіплінга «Метелик, який тупнув ніжкою» (Видавництво Старого Лева, 2012);
- Юліан Тувім «Слон Трубальський» (Видавництво Старого Лева, 2016).

## Нагороди
Видання «Вечори на хуторі біля Диканьки» з ілюстраціями Штанка 2012 року відзначило міжнародне журі літературної премії імені Г. Х. Андерсена, а сам художник потрапив до «Почесного списку Андерсена» 2012 року.
Книга Лесі Ворониної «Таємне Товариство Боягузів», проілюстрована Володимиром Штанком, стала переможницею в номінації «Дитяча книга року ВВС 2012».